# Büffelhörner

Gekrönter Turnierhelm mit rotgoldenen Decken trägt zwei goldene Büffelhörner, die außen mit je fünf goldenen Stäbchen besteckt sind, von denen rechts je drei schwarze, links je drei rote Lindenblätter herabhängen (Kärnten)

Büffelhörner, auch Füllhörner, Lohehörner, kommen in der Heraldik überwiegend paarweise, gebogen und zumeist in den Hauptfarben des Schildes im Wappen und als Helmkleinod vor. Sie gehören dann zum Oberwappen.

## Verwendung und Gestaltung

Ein Rinderhorn (Krasiczyn PL)

Das Gehörn wird Büffelgehörn genannt, weil es dem Wesen nach eine Jagdtrophäe ist, also von einem wilden Stier kommt, heraldisch einem Büffel.
Im Laufe der Jahrhunderte wurden die Hörner immer größer, doppelt gebogen und oben abgesägt, wodurch oben eine Öffnung entstand, die zumeist mit einem Ring versehen wurde. Teilweise wurden auch Blas- oder Trinkhörner (mit Mundstück) nach Art der Büffelhörner auf die Helmzier gesteckt (diese sind aber meist mit Schnur und auch Beschlägen versehen).
Diese offene Hörner genannten Figuren wurden aufgrund ihrer Form später irrtümlich auch als Elefantenzähne, -rüssel oder -schnauze, als offene Füllhörner oder als Trompeten bezeichnet.

Wird ein Knochenstück vom Hörneransatz mitabgebildet, nach Art der Trophäen, wird es Büffelgehörn (mit Grind) genannt.
Sind die Hörner im Wappenschild dargestellt, sind sie eine gemeine Figur. Ob im Oberwappen oder als gemeine Figur, die Büffelhörner können mit Heroldsbildern und allen heraldischen Farben (Tinkturen) verändert werden.
Die Büffelhörner können auch mit Fähnchen, Blättern, Federn, Blumen und anderem Beiwerk bestückt sein, die oft in der Hauptfarbe des Schildes oder ihren natürlichen Farben vorkommen.

## Beispiele

In verwechselten Farben im Schild, und als Helmzier (Hodyc PL)
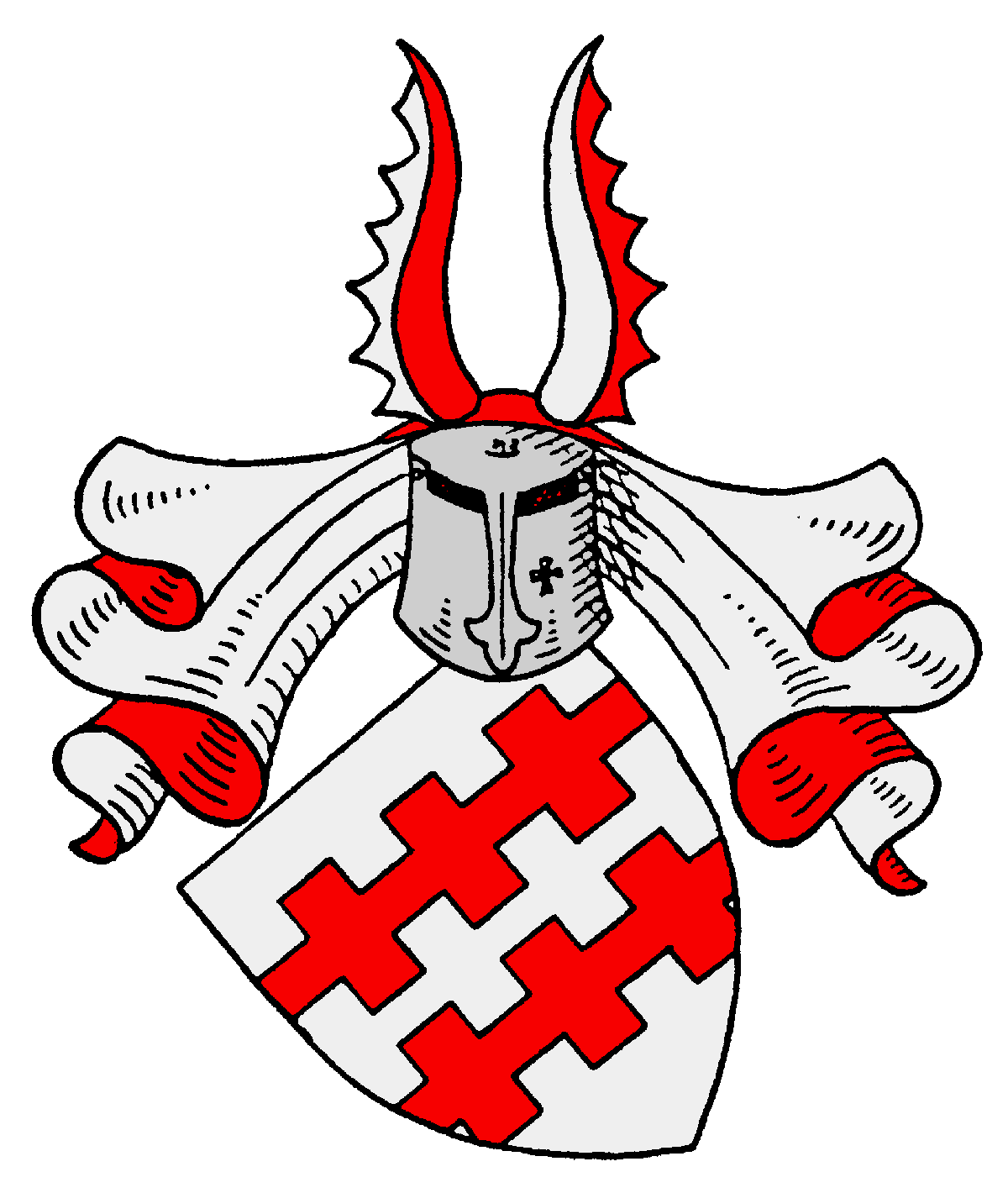
Rot-weißes Hörnerpaar, außen mit je einem farbwechselnden Kamm besetzt (Pranckh)
Vorne: Topfhelm mit mondsichelförmigen Büffelhörnern (Rantzau DE)
Zwei Büffelhörner in silber und schwarz (Nähermemmingen DE)
Rotes Büffelgehörn mit Grind (Sachsenheim DE)
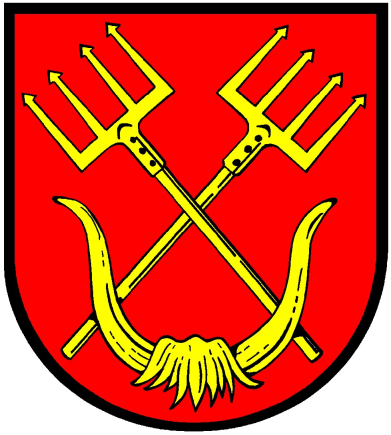
Gekreuzte Aalstecher mit Büffelhorn (Stemshorn DE)
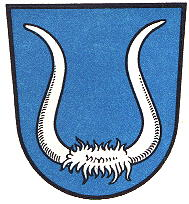
Büffelgehörn: (Erichshagen-Wölpe DE)

## Wappen der Herren von Sachsenheim
| - 1. - 2. | - 3. |

1. Grabmal des Minnesängers Hermann von Sachsenheim, Ausschnitt: Büffelhornwappen mit Grind, 1508, Stuttgart, Stiftskirche.
2. Epitaph von Wilhelm von Janowitz und Anna von Sachsenheim, 1553, Tübingen, Stiftskirche. – Rechts an den Ecken: zwei Büffelhornwappen mit Grind und nach außen bzw. nach innen gebogenen Hörnern.
3. Altaraufsatz des Jörg von Sachsenheim, 1489, Stuttgart, Hospitalkirche. – Rechts: geneigtes Büffelhornwappen mit Grind und nach außen gebogenen Hörnern, darüber: Helm mit nach innen gebogenen Hörnern.